# Бланка Торрес
Бланка Торрес (ісп. Blanca Torres; 18 січня 1928, Монтеррей, штат Нуево-Леон, Мексика — 10 липня 2006, Мехіко, Мексика) — мексиканська акторка театру, кіно і телесеріалів.

## Біографія
Народилася 18 січня 1928 року у Монтерреї в бідній родині. Грала у домашніх спектаклях, розвиваючи талант. Близький друг сім'ї — мексиканський актор і режисер Рафаель Банкельс (Падре Адріан із серіалу «Багаті теж плачуть»), побачивши талановиту гру дівчинки, взяв її під свій патронаж. На початку 1960-х років Банкельс відкрив власний театр і запросив її як провідну акторку театру. Бланка Торрес блискуче зіграла кілька десятків спектаклів. У середині 1960-х років вона перейшла до Палацу образотворчих мистецтв, де з блиском виконала кілька ролей. 1966 року — дебютувала на телебаченні, а 1973 року — у кіно. Відома за роллю Аманди у мексиканському серіалі «Моя друга мама», а також за роллю Бланки із серіалу «Марісоль».
Акторка пішла з кінематографу у 2002 році за станом здоров'я, часто госпіталізувалася до лікарні. В цей час стала почесним членом Національної асоціації акторів Мексики.
Померла 10 липня 2006 року на 79-му році життя в лікарні Мехіко від природних причин. Похована на цвинтарі Пантеон, де спочивають видатні мексиканські діячі.

## Фільмографія

### Теленовели телекомпаніїTelevisa
- 1969 — Моя любов до тебе
- 1969 — Міст кохання
- 1970 — Ціна людини
- 1974 — Клятва
- 1977 — Ходімо зі мною — Соціальний працівник
- 1980 — Молодь
- 1982 — Б'янка Відаль — Офелія #2
- 1984 — Зрада — Росаріо
- 1985 — Занепалий ангел — Донья Вікторія Естевас Кіхано
- 1987 — Вовче лігво (серіал) — Clotilde
- 1988 — Гріх Оюкі — місіс Брукс
- 1989 — Моя друга мама — Аманда
- 1989 — Карусель — Тонья
- 1990 — Сила кохання — Ігор
- 1995 — Алондра — Барбаріта
- 1996 — Марісоль — Бланка
- 1999 — Росалінда
- 2002 — Між коханням і ненавистю — Генрієтта

### Теленовели, показані понад два сезони
- 1985 — Жінка, випадки з реального життя (всього 22 сезони, 1985—2007), 4 сезони підряд у 1994—1997 роках)

### Мексиканські фільми
- 1973 — Кохання має обличчя жінки — Мати Матильда
- 1976 — Коронація
- 1978 — Місце без кордонів — Бланка
- 1984 — Нокаут — Мати Родріго